# Raymond Janin
Raymond Janin (Bogève, 31 agosto 1882 – Parigi, 12 luglio 1972) è stato un bizantinista francese.
Sacerdote assunzionista, fu un insigne studioso del mondo bizantino e autore di diversi lavori fondamentali nel settore.

## Opere maggiori
- La Thrace: Études historique et géographique (1920)
- Les Eglises orientales et les rites orientaux (1922) (online)
- Saint Basile, archevéque de Césarée et Docteur de l'Église (1929)
- Les Eglises séparées d'Orient (1930)
- Constantinople byzantine.  Développment urbain et répertoire topographique (1950) (online)
- La Géographie ecclésiastique de l'empire byzantine (1953)